# Tetraena somalensis
Tetraena somalensis är en pockenholtsväxtart som först beskrevs av Hadidi, och fick sitt nu gällande namn av Beier & Thulin. Tetraena somalensis ingår i släktet Tetraena och familjen pockenholtsväxter. Inga underarter finns listade i Catalogue of Life.